# (2622) Bolzano
(2622) Bolzano es un asteroide perteneciente al cinturón de asteroides, descubierto el 9 de febrero de 1981 por Ladislav Brožek desde el Observatorio Kleť, České Budějovice, República Checa.

## Designación y nombre
Designado provisionalmente como 1981 CM. Fue nombrado Bolzano en honor al matemático alemán Bernard Bolzano.